# Обложки
Обло́жки — село в Україні, у Березівській сільській громаді Шосткинського району Сумської області. Розташоване біля річечки Вербовитець (Ракита) за 13 км від міста Глухова та за 4 км від автодороги Київ — Москва М02E101. Населення станом на 2001 рік становило 857 осіб.

## Географія
Село Обложки знаходиться на березі річки Ракита, нижче за течією на відстані 2 км розташоване село Щебри. На відстані 1,5 км розташоване село Полошки. Річка в цьому місці пересихає, на ній зроблено кілька загат.

## Назва
Місцевість, де виникло село Обложки, полошківці називали «облогами», звідси й походить назва села.
Топонімами назви «Обложки» з литовської мови є «підупалі» або «розвалені».

## Історія

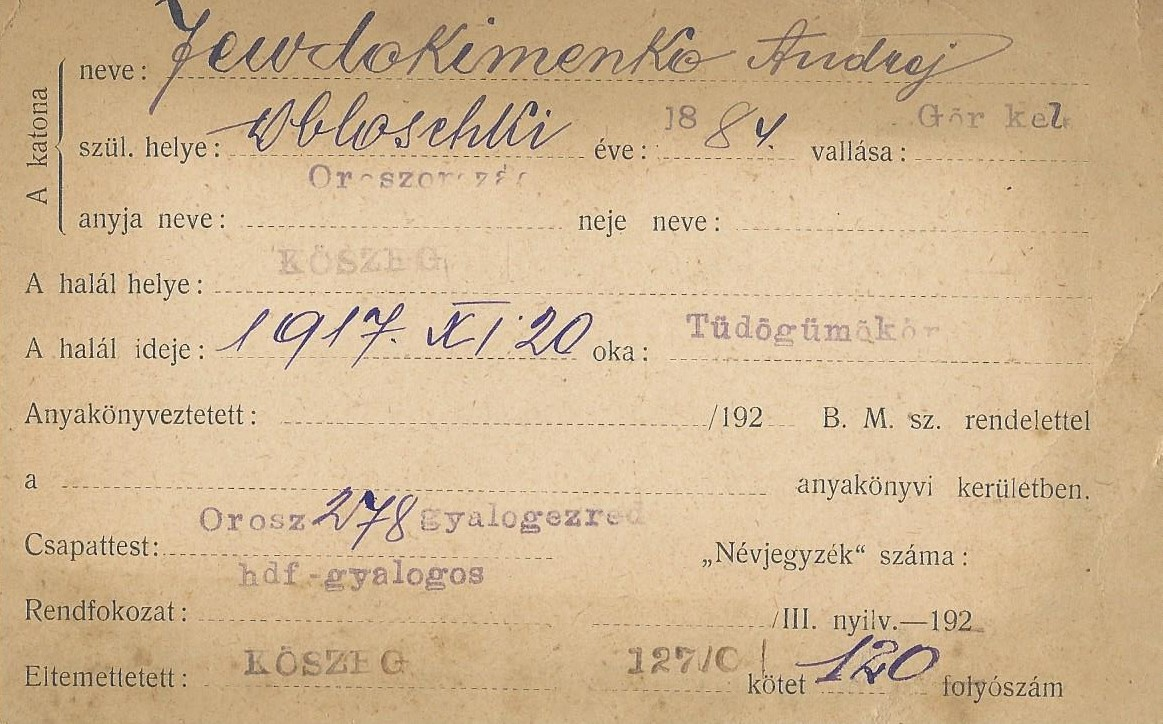
Посвідка про смерть вояка Андрія Євдокименка — уродженця села Обложки. (1884 — 20/11/1917). Вояка 276 пішого полку РІА. Помер в таборі військовополонених у Кошег, Угорщина від туберкульозу легенів.

Про історію заснування села Обложки збереглися відомості: «В XVI столітті над річкою Ракита поселився козак на прізвище Мізь». Це і дало початок виникненню поселення, яке поступово переросло в село.
Обложки відомі з XVIII столітті.
|                                                                        | Село — де Обложки стоїть на землі села Полошкова, а село — де Полошково з землями і з усіма угіддями з старі Троцького монастиря, що після був кляттор домініканський. |
| — Архідиякон Михайло, «Чернігівські єпархіальні відомості» за 1861 рік | |

|                                                  | Обложки почалися в 16 столітті. Полошки старше того і полошківці, цілком ймовірно, бачили татарщину разом з Глуховом. |
| — Книга «Опис Чернігівської єпархії» за 1873 рік | |

Село з дня свого заснування і до 1861 року було формально вільним.
З 1917 — у складі УНР, з квітня 1918 — у складі Української Держави Гетьмана Павла Скоропадського. З 1921 тут панує стабільний окупаційний режим комуністів, якому чинили опір місцеві мешканці.
12 червня 2020 року, відповідно до розпорядження Кабінету Міністрів України № 723-р «Про визначення адміністративних центрів та затвердження територій територіальних громад Сумської області», село увійшло до складу Березівської сільської громади.
19 липня 2020 року, в результаті адміністративно-територіальної реформи та ліквідації Глухівського району, село увійшло до складу новоутвореного Шосткинського району.

## Населення
У 1859 році у казеному, козацькому та власницькому селі налічувалось 260 дворів, мешкало 1485 осіб (724 чоловічої статі та 761 — жіночої), була православна церква.
Станом на 1885 рік у колишньому державному селі Тулиголовської волості Глухівського повіту Чернігівської губернії, мешкало 1606 осіб, налічувалось 283 дворових господарств, існувала православна церква та 4 постоялі будинки.
За переписом 1897 року кількість мешканців зросла до 1995 осіб (999 чоловічої статі та 996 — жіночої), з яких 1980 — православної віри.
За даними на 1973 рік у Обложках був 401 двір, а населення становило 1463 особи.
| 1859  | 1885  | 1897  | 1973  | 2001 |
| ----- | ----- | ----- | ----- | ---- |
| 1 485 | 1 606 | 1 995 | 1 463 | 857  |
|       | ▲     | ▲     | ▼     | ▼    |

### Мова
Розподіл населення за рідною мовою за даними перепису 2001 року:
| Мова       | Кількість | Відсоток |
| ---------- | --------- | -------- |
| українська | 839       | 97.90%   |
| російська  | 15        | 1.75%    |
| білоруська | 3         | 0.35%    |
| Усього     | 857       | 100%     |

## Пам'ятки
На південь від села, ліворуч дороги Обложки–Тулиголове, виявлено городище і селище часів Київської Русі.
У Обложках споруджено пам'ятник на честь радянських воїнів, які загинули в бою за визволення села від гітлерівців, та пам'ятник односельцям.

## Сьогодення
Нині в Обложках діє жіночий ансамбль «Вербиченька», який був заснований 1982 року.

## Відомі люди
- Коцеба Григорій Андрійович — радянський військовий льотчик, учасник Німецько-радянської війни, Герой Радянського Союзу.
- Короткий Анатолій Михайлович (1968—2022) — український військовий 16-го окремого мотопіхотного батальйону «Полтава» 58-мої окремої мотопіхотної бригади ЗС України, що трагічно загинув під час російського вторгнення в Україну в 2022 році.
- Дорошенко Віталій Миколайович (1992—2022) — старший сержант Збройних сил України, учасник російсько-української війни, що загинув у ході російського вторгнення в Україну в 2022 році.